# Adirondack Flames
Die Adirondack Flames waren ein US-amerikanisches Eishockeyfranchise aus Glens Falls, New York. Sie spielten ausschließlich in der Saison 2014/15 in der American Hockey League (AHL) und fungierten als Farmteam der Calgary Flames.

## Geschichte
Das AHL-Farmteam Abbotsford Heat der Calgary Flames aus der National Hockey League siedelte nach der Saison 2013/14 nach Glens Falls über, da der Mietvertrag für die Spielstätte in Abbotsford seitens der dortigen Stadtverwaltung nicht verlängert wurde. Mit dem Umzug ging die Umbenennung des Teams in Adirondack Flames einher.
Die Adirondack Flames waren nach den Adirondack Red Wings (1979–1999) und den Adirondack Phantoms (2009–2014) das dritte AHL-Franchise in Glens Falls. Von 1999 bis 2006 spielten die Adirondack IceHawks bzw. Frostbite aus der United Hockey League in der Stadt.
Sie kooperierten mit den Calgary Flames aus der NHL sowie mit den Colorado Eagles aus der ECHL. Bereits nach einem Jahr wurde im Rahmen einer größeren Umstrukturierung der AHL der Umzug des Franchise nach Stockton, Kalifornien bekanntgegeben, wo das Team fortan als Stockton Heat firmiert. Dabei tauschte das Team mit dem ECHL-Team Stockton Thunder die Plätze, sodass in Adirondack nun die Adirondack Thunder in der ECHL spielen.
In ihrer einzigen Spielzeit qualifizierte sich das Team nicht für die Playoffs; Trainer war Ryan Huska.